# Vieux-Ruffec

Vieux-Ruffec este o comună în departamentul Charente, Franța. În 1 ianuarie 2022 avea o populație de 108 de locuitori.